# Tyler Brennan
Tyler Brennan es un personaje ficticio de la serie de televisión australiana Neighbours, interpretado por el actor Travis Burns del 6 de febrero del 2015 hasta el 27 de febrero del 2018 Travis regresó a la serie el 16 de octubre del 2018 y su última aparición fue el 24 de octubre del 2018. Travis regresó a la serie y su última aparición fue el 3 de abril del 2019.

## Biografía
Cuando Tyler encuentra a Imogen Willis con resaca, la lleva a su casa para que descanse, sin embargo cuando llegan Imogen se cae de la moto y se corta la cabeza, cuando Daniel Robinson y la media hermana de Imogen, Paige Novak la ven lo acusan de haberla agredido y comienzan a pelear, lo que ocasiona que sean arrestados y en la estación, Tyler se reencuentra con su hermano mayor, Mark Brennan. Poco después Tyler se muda con Mark, y obtiene un trabajo en el garaje local. Necesitado de dinero, Tyler decide que la mejor opción sería vender su motocicleta, sin embargo cambia de parecer cuando Dennis Dimato le ofrece un trabajo.
Cuando Dennis le dice que debe de robar partes del coche de Imogen, Tyler lo hace pero luego los devuelve anónimamente, después de aceptar hacerle un favor a Dimato. Poco después Tyler comienza a llevarse bien con Imogen y termina besándo a Paige (la exnovia de su hermano), sin embargo cuando Paige accidentalmente lo llama Mark, ambos deciden ser sólo amigos.
Cuando Dennis le cobra a Tyler el favor, le pide que robe un auto, sin embargo es perseguido por la policía, Tyler logra esconderse pero Dimato es arrestado, más tarde Dimato compra el garaje para poder continuar con sus operaciones ilícitas ahí y cuando huye del país, su socia Michelle Kim se hace cargo del negocio mientras y hace que Tyler robe más autos.
Imogen y Tyler comienzan a salir e Imogen decide que perderá su virginidad con él, sin embargo luego cambia de parecer y poco después terminan. Cuando el medio hermano de Paige, Bailey Turner toma uno de los autos robados, Michelle les exige a Paige y Tyler $8,000 u otro carro. Michelle comienza a chantajear a Paige para que trabaje en el garaje con Tyler. Poco a poco Tyler comienza a desarrollar sentimientos por Paige y comienzan a salir (quien aún seguía enamorada de Mark), y cuando Mark los descubre juntos, ambos se ven obligados a revelarle que estaban saliendo y que no se lo habían dicho por miedo a herirlo. 
Tyler y Paige intentan convertir el garaje nuevamente en un negocio legítimo con el fin de pagar sus deudas. Sin embargo pronto se ven de nuevo metidos en problemas cuando el sobrino de Dennis, Joey Dimato llega y les da una bolsa con dinero que él necesita sea entregado, no queriendo ser descubiertos con el dinero deciden esconderlo y cuando regresan por él descubren que parte del dinero ha sido robado y Tyler termina siendo golpeado por los hombres de Dimato. Tyler se niega a ir al hospital por lo que Paige termina consiguiéndole algunos analgésicos para el dolor, cuando Mark los descubre, le mienten y Tyler le dice que se había hecho los golpees luego de caerse de la bicicleta; pronto Tyler se vuelve dependiente de los analgésicos y termina robándole al doctor Karl Kennedy su recetario para conseguir más pastillas, lo que ocasiona tensión entre Tyler y Nate Kinski.
Sospechando que algo le pasa a Tyler, Mark decide llamarle a su hermano menor Aaron Brennan, para que los visite y ayude a Tyler, sabiendo que ambos son muy cercanos. Cuando Karl descubre que su recetario ha desaparecido Tyler confiesa haberlo tomado, también le admite a Mark que había estado trabajando para Dimato, furioso y herido por las acciones de Tyler, Mark decide arrestarlo a pesar de las súplicas de Aaron. Poco después Aaron paga la fianza de Tyler y cuando regresan a casa, Mark molesto le dice a Tyler que se vaya de la casa. Cuando Nate se entera de que Tyler no tiene donde vivir, convence a Karl para que lo deje quedarse con ellos, luego Tyler acepta usar un micrófono y reunirse con Michelle a cambio de que los cargos en su contra fueran retirados, sin embargo las cosas no salen bien cuando el cable se daña por lo que se organiza un segundo encuentro, sin embargo Dimato regresa y se lleva a Tyler a una reunión en un almacén, aunque intenta huir es rápidamente capturado, sin embargo antes de que le hagan daño es rescatado por Mark y la policía, quienes arrestan a Dimato y a sus cómplices, poco después su relación con Mark mejora.
Más tarde cuando Tyler intenta decirle a Paige que aún siente algo por ella, descubre que ella y Mark habían regresado. Poco después se hace amigo del nieto de Karl, Ben Kirk. Cuando Karl y Susan Kennedy descubren que Ben no había ido a la escuela y había pasado todo el día con Tyler, lo confrontan y le exigen que sea más responsable.
Tyler decide regresar a casa pero cuando ve a su padre Russell en la calle, se esconde en el "Men's Shed", cuando Karl lo ve escondido y le pregunta qué estaba haciendo, Tyler le revela que su padre solía golpearlo, finalmente cuando se encuentra con su padre, este se disculpa con Tyler por sus acciones, Tyler decide darle una oportunidad y pasan el día con Ben, pronto comienzan a llevarse mejor pero cuando Russell se molesta con Ben, Tyler recuerda su pasado y cuando Russell lo molesta, Tyler termina golpeándolo. Cuando Mark se entera de lo sucedido y lo confronta, Tyler le cuenta la verdad y le dice que su padre solía golpearlo cuando era más joven, furiosos Mark y Aaron le dicen a Russell que se vaya.
Cuando Ben accidentalmente deja el garaje sin seguro y alguien roba varias herramientas y la bicicleta de Tyler, Paige decide ayudarlo a encontrar al culpable, sin embargo las cosas terminan siendo incómodas para ambos, cuando Tyler la besa y ella le dice que ama a Mark. Tyler intenta ayudar a Mark a atrapar al ladrón y cuando Lucas Fitzgerald entra al garaje, Tyler lo golpea en la cabeza creyendo que era el responsable de los robos, sin embargo cuando Mark llega lo reconoce y le dice a Tyler que Lucas es el dueño del garaje, apenado Tyler se disculpa y Lucas decide contratarlo como el gerente y le pide que contrate a otro mecánico, por lo que le ofrece el trabajo a Stephanie Scully. Sin embargo cuando Tyler descubre que Stephanie, había secuestrado al hijo de Lucas, Patrick Fitzgerald luego de sufrir un brote psicótico decide despedirla, sin embargo Stephanie logra convencer a Lucas y Tyler de que había cambiado y Lucas le permite mantener su trabajo.
Más tarde Tyler manipula a Paige y Mark para que hablen de tener hijos, a sabiendas de que Mark quería ser padre pero que Paige no estaba lista, cuando Aaron se entera de lo sucedido, confronta a Tyler por su comportamiento al darse cuenta de que intentaba que Paige y Mark terminaran. Tyler ayuda en una protesta para salvar la escuela local "Erinsborough High", sin embargo cuando un incendio se produce adentro del colegio, él y Paige quedan atrapados y le dice a Paige que la amaba antes de desmayarse por inhalar humo. Paige logra que Tyler vuelva a respirar y pronto son rescatados por Mark, en el hospital Tyler le dice a Paige que no quería arruinar su relación con Mark y que planeaba seguir adelante.